# I begli usi di città
I begli usi di città è un'opera in due atti di Carlo Coccia, su libretto di Angelo Anelli. Fu rappresentata per la prima volta l'11 ottobre 1815 al Teatro alla Scala di Milano.
Gli interpreti della prima rappresentazione furono i seguenti:
| Personaggio      | Interprete         |
| ---------------- | ------------------ |
| Dottor Brobrô    | Filippo Galli      |
| Donna Aurelia    | Carolina Bassi     |
| Valerio          | Serafino Gentili   |
| Mastro Garbuglio | Pietro Vasoli      |
| Fiammetta        | Carolina Sivelli   |
| Ser Gian Matteo  | Luigi Pacini       |
| Angiolina        | Marietta Marcolini |
| Giudice di pace  | Antonio Biscottini |

## Trama
La scena «si finge in una Città di questo mondo».

### Atto I
Il dottor Brobrò attende l'arrivo dalla campagna di Gian Matteo, che ha appena avuto una cospicua eredità e si trasferisce in città. Brobrò è stato nominato suo procuratore, ed è certo che potrà approfittare dell'inesperienza di Gian Matteo per cavarne molto denaro. Si mette d'accordo con Valerio, servente di sua moglie, che sarà presentato come segretario, e con Mastro Garbuglio, che farà la parte del mastro di casa; quest'ultimo decide, per poter meglio imbrogliare Matteo, che fingerà di essere balbuziente. Brobrò cerca di coinvolgere anche la moglie Aurelia, ma questa si convince solo dopo le insistenze di Valerio, poiché i rapporti col marito, che accusa di averle dilapidato la dote, sono interrotti da anni. Brobrò non esita a licenziare alcuni fattori e servitori che ritiene di intralcio al suo progetto.
Quando giungono Gian Matteo e la moglie Angiolina, si capisce subito che il primo è un ingenuo che non vede l'ora di tuffarsi nella vita cittadina, mentre la donna è assai più scaltra e smaliziata. Tutti fanno a gara per indurre la coppia a spendere, ma Angiolina, pur fingendo di stare al gioco, capisce che qualcosa non va. Quando Gian Matteo viene condotto in una trattoria e fatto ubriacare per potergli sottrarre del denaro al gioco delle carte, Angiolina irrompe furiosa e si riprende il marito che, in preda ai fumi dell'alcool, continua ad inneggiare al «bel vivere in città».

### Atto II
Brobrò e Mastro Garbuglio, questa volta in veste di sensale e non balbuziente, col pretesto dei debiti di gioco cercano di far firmare a Gian Matteo un contratto a tassi di usura, ma vengono bloccati dall'intervento di Angiolina, che riesce anche a sottrarre una carta caduta a Brobrò.
Gian Matteo viene poi indotto a chiedere la separazione da Angiolina, ma quando l'usciere del tribunale porta a quest'ultima l'ingiunzione di presentarsi al giudice, Gian Matteo appare imbarazzato e timoroso. Angiolina, la cui presenza nella casa comincia a divenire insopportabile per Aurelia, dissimula la sua sorpresa e si presenta in tribunale; qui, grazie anche alla carta sottratta a Brobrò e alle testimonianze dei servitori che questo ha licenziato, convince il giudice che Gian Matteo è vittima di un raggiro. Il giudice invita quindi Gian Matteo a rinunciare ai suoi propositi di separazione e a rilasciare una procura alla moglie.
Quando i due rientrano nella loro casa cittadina, Brobrò gioca un'ultima carta cercando di spaventare Gian Matteo con una sfida a duello, ma ormai Gian Matteo è sicuro del fatto suo e non si lascia intimidire. Quindi arriva Angiolina con l'ordine del giudice di portare i conti e le carte in tribunale. Brobrò e i suoi complici restano scherniti e Gian Matteo e Angelina possono tornare per qualche tempo in campagna.
Tutti cantano:

## Struttura musicale
- Sinfonia

### Atto I
- N. 1 - Introduzione Son omai ridotto al verde (Valerio, Garbuglio, Dottore, Coro)
- N. 2 - Cavatina di Aurelia Io che risplendere solea finora
- N. 3 - Terzetto fra Aurelia, Valerio ed il Dottore Un marito ad una moglie
- N. 4 - Duetto fra Gian Matteo ed Angiolina Dì al Dottor che qua l'aspetto
- N. 5 - Aria di Valerio Quel bel viso, quel sorriso
- N. 6 - Quartetto Caro amico: vi saluto (Dottore, Gian Matteo, Angiolina, Aurelia)
- N. 7 - Coro ed Aria di Aurelia Piume, fiori, merli fini - Traditore... mostro indegno... (Coro, Aurelia, Garbuglio, Dottore)
- N. 8 - Finale I No: non potrà mai frangere (Aurelia, Gian Matteo, Dottore, Angiolina, Coro, Garbuglio, Aurelia, Valerio, Fiammetta)

### Atto II
- N. 9 - Introduzione Da madama campagnuola (Coro, Fiammetta, Garbuglio)
- N. 10 - Terzetto fra il Dottore, Gian Matteo e Garbuglio Trecento, e venti doppie
- N. 11 - Aria del Dottore Senza brighe e senza doglie
- N. 12 - Duetto fra Aurelia ed Angiolina Madama campagnuola
- N. 13 - Canzone di Valerio La farfalletta di fiore in fiore
- N. 14 - Quartetto Signora, ei qui occupato (Dottore, Aurelia, Valerio, Gian Matteo)
- N. 15 - Aria di Garbuglio A pa pa... pa par... a... parte
- N. 16 - Coro, Aria di Angiolina e Finale II Non potendo colle buone - Se in te desta un giusto sdegno - Quest'è un colpo inaspettato (Coro, Angiolina, Gian Matteo, Aurelia, Valerio, Dottore, Fiammetta, Garbuglio)